# Dracula: A Love Tale
Dracula: A Love Tale is een Frans-Britse romantische horrorfilm uit 2025, geschreven en geregisseerd door Luc Besson en gebaseerd op de roman Dracula van Bram Stoker uit 1897. De hoofdrollen worden vertolkt door Caleb Landry Jones, Christoph Waltz en Matilda De Angelis.

## Verhaal
In de 15e eeuw keert prins Vladimir zich na de dood van zijn geliefde vrouw, van God af en verandert hij in een vampier. Jaren later, in de 19e eeuw, ontmoet hij in Parijs een jonge vrouw die op zijn overleden vrouw lijkt.

## Rolverdeling
| Acteur                 | Personage            |
| ---------------------- | -------------------- |
| Caleb Landry Jones     | Graaf Dracula        |
| Christoph Waltz        | priester             |
| Zoë Bleu Sidel         | Mina                 |
| Matilda De Angelis     | Maria                |
| David Shields          | Henry Spencer        |
| Salomon Passariello    | Roemeense cavalerist |
| Haymon Maria Buttinger | kardinaal            |

## Productie
In februari 2024 werd aangekondigd dat er een verfilming van de roman Dracula uit 1897 van Bram Stoker in ontwikkeling was, met Luc Besson als regisseur en scenarioschrijver. Caleb Landry Jones en Christoph Waltz voegden zich bij de cast voor de hoofdrollen.
Besson zei dat zijn fascinatie voor het project niet werd aangewakkerd door het verhaal van Dracula, maar door acteur Jones, met wie hij samenwerkte in zijn film Dogman uit 2023. Omdat hij, gezien zijn ongelooflijke talent, opnieuw met hem wilde samenwerken, begon Besson na te denken over andere rollen die hem zouden passen, en koos voor Dracula.

### Filmopnames
De filmopnames gingen van start in maart 2024 en er werd onder meer gefilmd in de Finse regio Kainuu.

## Release
Dracula: A Love Tale ging op 30 juli 2025 in première in de Franse bioscopen.